# Aldeia Global
Aldeia global  é um termo que foi criado pelo filósofo canadense  Herbert Marshall McLuhan. Ele tinha o objetivo de indicar que as novas tecnologias electrónicas tendem a encurtar distâncias e o progresso tecnológico tende a reduzir todo o planeta à mesma situação que ocorre em uma aldeia: um mundo em que todos estariam, de certa forma, interligados. A expressão foi popularizada em sua obras “A Galáxia de Gutenberg” (1962) e, posteriormente,  em  “Os Meios de Comunicação como Extensão do Homem” (1964).
McLuhan foi o primeiro filósofo a tratar das transformações sociais provocadas pela revolução tecnológica do computador e das telecomunicações.
Segundo o filósofo, enquanto a imprensa nos destribalizou, os meios eletrônicos estão a nos retribalizar. De acordo com esta visão, os meios electrónicos estão a reconstituir uma tradição oral, pondo todos os nossos sentidos humanos em jogo. "A quantidade de informações transmitidas pela imprensa excede, de longe, a quantidade de informações transmitidas pela instrução e textos escolares", explica McLuhan, em seu livro Revolução na Comunicação.

## Origem do termo
Há controvérsias e debates sobre a origem do termo. Alguns dizem que McLuhan foi influenciado pelo conceito de noosfera proposto pelo teólogo francês Teilhard de Chardin, onde ele diz que “convivemos com um mundo ou esfera constituída pela cultura e pelos conhecimentos”. Outros assumem que o termo foi influenciado por algumas partes de Finnegans Wake, obra do escritor James Joyce. Mcluhan era fã de Joyce e havia lido o livro diversas vezes. Nele há duas frases, ambas fazendo alusão à benção anual de páscoa do papa: Urbi et Orbi. Joyce transformou isso em "urban and orbal" em uma parte e "the urb, it orbs"  em outra.

Porém, outras teorias afirmam que o filósofo tenha se baseado em um certo parágrafo de America and Cosmic Man, do escritor e pintor Wyndham Lewis, que era seu grande amigo durante as décadas de 1940 e 1950. No parágrafo, lia-se cuidadosamente:
“Se você olhar para América do Norte em um mapa-múndi, você verá uma massa muito uniforme. Ela é mais concentrada do que as outras regiões. Você verá uma imensa área de pessoas falando a mesma língua: não apenas um quadro de "estados unidos" mas sim um único grande Estado. "Estados Unidos" é hoje um termo inadequado. E até mesmo a soberania do plural - agora que a Terra virou uma grande aldeia, com telefones ligando um canto a outro e o transporte aéreo, ambos rápidos e seguros,(...) a pluralidade tem implícita em si que pouco poderia ser aproveitado como um bom exemplo para o resto do mundo, pois os Estados Unidos tornaram-se a União Americana."

## Globalização e aldeia global

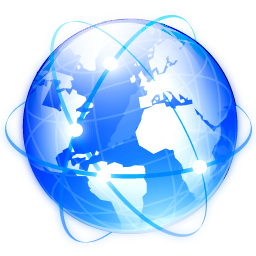
O desenvolvimento de novas tecnologias de comunicação impactaram, substancialmente, as relações de espaço e tempo nas transmissões de informações.

A ideia de globalização está diretamente ligada a formação de uma aldeia global: foi ocasionada pelo desenvolvimento dos meios de comunicação e transporte, que possibilitaram um fluxo maior de informações e pessoas. Esse processo gerou uma enorme rede ou teia de dependências mútuas entre todas as regiões, globalmente; possibilitando que as pessoas se intercomuniquem diretamente umas com as outras, independentemente da distância, como em uma aldeia. McLuhan se apropriou da televisão, um meio de comunicação de massa com integração via satélite, para definir o modelo de aldeia global. Porém, desconsiderou que as formas de comunicação aldeãs são bidirecionais (em forma de diálogos, entre dois ou mais indivíduos) e as da televisão unidirecionais, onde as informações são transmitidas em um único fluxo, sem que seus receptores possam interagir com as fontes de origem. Desta forma podemos perceber um modelo comunicacional caracterizado, principalmente, por uma quase-interação mediada proporcionada pela ausência de feedback e pela disponibilidade de diversos tipos de informações ao um número indeterminado de potenciais receptores.
O processo de globalização, que interliga o mundo, difundindo características econômicas, sociais, políticas e culturais de cada ponto, foi necessário para a expansão do capitalismo. No entanto devemos ter em mente que esta expansão se concretizou devido a consolidação do conceito de globalização na década de 1980. Assim como, só a partir do século XX que podemos associar a internacionalização da economia, devido o domínio capitalista no mundo. Fortemente, influenciado pela política neoliberal do governo ditatorial de Pinochet (1973) no Chile, e pelos governos de Margaret Thatcher (1979) na Inglaterra e Reagan (1980) nos Estados Unidos. Contudo, a origem do termo “globalização” nos remete ao final da década de 1960, quando McLuhan e Brzezinski, através dos seus livros, Guerra e paz na aldeia global e A revolução tecnotrônica, respectivamente, nos apresentam os termos “aldeia global” e “cidade/sociedade global” para designar seus pensamentos acerca das mudanças tecnológicas ligadas a área da comunicação ocorridas no mundo, como a realidade virtual global, termo usado por McLuhan para ressaltar o fato da Guerra do Vietnam ser televisionada mundialmente e a revolução tecnotrônica de Brzezinski para associar os modos de uso de tecnologias de comunicação como o computador, a televisão e as telecomunicações. A criação de uma Aldeia Global possibilita a realização de transações financeiras internacionais, a expansão de grandes empresas para outros países, o aumento no mercado consumidor. Após a Segunda Guerra Mundial, surgiram blocos econômicos e a transição de informações e produtos se intensificou, gerando influências culturais e políticas de países mais desenvolvidos nos países em desenvolvimento ou subdesenvolvidos. Portanto, devemos perceber que o espaço e o tempo tornam-se cada vez mais compactos, características dos efeitos da globalização dos meios de comunicação, que estão, intrinsecamente, ligados aos avanços tecnológicos, presentes, principalmente, na televisão e na Internet. Diferentemente do termo “globalização” o conceito da aldeia global está, basicamente centrada nos valores culturais que os meios de comunicação de massa exercem nas sociedades, impactando o modo de vida das pessoas. Como observa Ianni:
"Quando o sistema social mundial se põe em movimento e se moderniza, então começa a aparecer à assim chamada aldeia global. A noção de :aldeia global é a globalidade das idéias, padrões e valores sócio-culturais, imaginários, (reais/hiper-reais). A aldeia global é um :sistema comunicacional que molda uma cultura de massa, um mercado de bens culturais, universos de signos e símbolos, um conjunto de :linguagens e significados que povoam o modo pelo qual uns e outros se situam no mundo, ou pensam, imaginam, sentem e agem ( IANNI, 1997; :p.119)".
Atualmente, o termo aldeia global pode ser utilizado para descrever as interações comunicativas das pessoas utilizando a internet – já que ocorrem de maneira praticamente instantânea e ignoram a distância física de um indivíduo para o outro. Também, pela facilidade na interação entre estes indivíduos e pela maneira em que podem compartilhar seus gostos e interesses em comum. Este tipo de tecnologia passa a ideia de uma comunidade integrada e unificada em escala global. Esta nova realidade implica a formação de novas estruturas sociológicas dentro do próprio conceito de Cultura.

## Importância dos meios de comunicação
Diferentemente da proposta de outros teóricos de que o meio é apenas um canal imparcial por onde passa a mensagem, para McLuhan o meio é fator determinante para a construção completa da mensagem.  “Cada meio, independentemente do conteúdo, tem efeitos intrínsecos próprios da mensagem original”. McLuhan expôs tal em sua famosa tese “O Meio é a Mensagem”.
Segundo McLuhan, o meio de comunicação mais capaz de chamar a atuar o maior número de sentidos humanos (visão, audição, tato e outros) - ou seja, aquele que possui um alto grau de reprodução integral da "matiz sensório da experiência original" - é a palavra falada. Quando tentamos explicar o sentido do que dizemos, apelamos para gestos de mão, socos na mesa, expressões faciais, além de mudar o tom de voz para enfatizar expressões ou palavras. Por esse motivo, a palavra falada ativa "todo o aparelho sensório humano". Por outro lado, McLuhan afirma que o canal da audição é todo mais rico, ou seja,“mais quente“, do que a visão, assim, aquele que ouve recebe mensagem mais rica do que a que lhe chegaria somente pelos olhos - isto é, pela visão, que assume o caráter de um meio frio). A invenção da escrita extinguiu toda a multiplicidade da "extensão e largura" das gamas sensitivas pelas quais o indivíduo, ou melhor, o "homem primitivo", recebia a mensagem, ainda que a oralidade não tenha desaparecido com o surgimento dessa nova mídia. Apesar de McLuhan considerar a escrita como uma mídia que gerou consequências negativas, ele é otimista quanto aos meios de comunicação capazes de gerar “efeito mental imediato“ nos espectadores e telespectadores, como o rádio e a televisão. Para ele, o homem eletrônico voltou a encontrar-se numa “aldeia tribal“ de escala planetária através desses meios comumente chamados de “meios de comunicação de massa“. Porém, ele foi muitas vezes criticado por deixar de levar em conta a própria mensagem veiculada na transmissão ao enfatizar seus estudos nos mecanismos pelos quais a mensagem é transmitida (confira a expressão O meio é a mensagem), em detrimento do conteúdo da mensagem.

## Uma Visão Crítica ao Conceito de Aldeia Global
Dentre as diversas contradições e divergências do conceito de Aldeia Global como as supracitadas nos tópicos anteriores; referentes o estudo do meio, em detrimento do conteúdo da mensagem e a comunicação aldeã ser bidirecional, diferindo do exemplo unidirecional televisivo usado por McLuhan para explicitar o termo. Pode-se destacar a perspectiva crítica ideológica, desenvolvida pelo geógrafo brasileiro Milton Santos em relação a esse conceito.
No livro Por uma outra globalização – do pensamento único a consciência universal, Milton Santos pensa em três perspectivas para o fenômeno da globalização: a primeira seria a globalização como fábula, a segunda seria sobre este fenômeno como perversidade e a última sobre ele como poderia ser. Destas três perspectivas, a primeira se desenvolve como uma grande crítica ao conceito, considerado por ele ilusório, de Aldeia Global que difunde a globalização como algo que cria "um único modo" de vivência sem fronteiras, mas na verdade seria um globaritarismo em que o indivíduo apenas é um "cidadão global" se possuir os meios tecnológicos que possibilitam que isto aconteça. A crítica ao termo de Mcluhan é algo, frequentemente, presente nas reflexões do geógrafo e pode ser vista em outros artigos e livros como O País Distorcido.
“Daí a ilusão de vivermos num mundo sem fronteiras, uma aldeia global. Na realidade, as relações chamadas globais são reservadas a um pequeno número de agentes, os grandes bancos e empresas transnacionais, alguns Estados, as grandes organizações internacionais.
 Infelizmente, o estágio atual da globalização está produzindo ainda mais desigualdades. E, ao contrário do que se esperava, crescem o desemprego, a pobreza, a fome, a insegurança do cotidiano, num mundo que se fragmenta e onde se ampliam as fraturas sociais".